# UFC Fight Night: Henderson vs. Thatch
UFC Fight Night: Henderson vs. Thatch（ユーエフシー・ファイトナイト：ヘンダーソン・バーサス・ザッチ、別名UFC Fight Night 60）は、アメリカ合衆国の総合格闘技団体「UFC」の大会の一つ。2015年2月14日、コロラド州ブルームフィールドの1stバンク・センターで開催された。

## 大会概要
本大会ではベン・ヘンダーソンとブランドン・ザッチによるウェルター級ワンマッチが組まれた。

## 試合結果

### プレリミナリーカード
第1試合 71.7kg契約ワンマッチ 5分3R
○  ジェームス・ムーンタスリ vs.  コーディ・フィスター ×
2R 1:49 リアネイキドチョーク
※ムーンタスリの体重超過によりライト級から変更。
第2試合 フライ級ワンマッチ 5分3R
○  ザック・マコウスキー  vs.  ティム・エリオット ×
3R終了 判定3-0（29-28、29-28、29-28）
第3試合 フェザー級ワンマッチ 5分3R
○  チャス・スケリー vs.  ジム・アラース ×
2R 4:59 TKO（膝蹴り）
第4試合 ライト級ワンマッチ 5分3R
○  エフレイン・エスクデロ vs.  ホドリゴ・ジ・リマ ×
3R終了 判定3-0（30-27、30-27、30-27）

### メインカード
第5試合 フライ級ワンマッチ 5分3R
○  レイ・ボーグ vs.  クリス・ケラデス ×
3R 2:56 キムラロック
第6試合 ライト級ワンマッチ 5分3R
○  ケビン・リー vs.  ミシェル・プラゼレス ×
3R終了 判定3-0（30-27、29-28、30-27）
第7試合 86.9kg契約ワンマッチ 5分3R
○  ダニエル・ケリー vs.  パトリック・ウォルシュ ×
3R終了 判定3-0（29-28、29-28、30-27）
※ウォルシュの体重超過によりミドル級から変更。
第8試合 ウェルター級ワンマッチ 5分3R
○  ニール・マグニー vs.  国本起一 ×
3R 1:22 リアネイキドチョーク
第9試合 フェザー級ワンマッチ 5分3R
○  マックス・ホロウェイ vs.  コール・ミラー ×
3R終了 判定3-0（29-28、29-28、30-27）
第10試合 ウェルター級ワンマッチ 5分5R
○  ベン・ヘンダーソン vs.  ブランドン・ザッチ ×
4R 3:58 リアネイキドチョーク

### 各賞
ファイト・オブ・ザ・ナイト： ベン・ヘンダーソン vs. ブランドン・ザッチ
パフォーマンス・オブ・ザ・ナイト： レイ・ボーグ、ニール・マグニー
各選手にはボーナスとして5万ドルが授与された。

### カード変更
負傷などによるカードの変更は以下の通り。
- ジェイク・リンジー → コーディ・フィスター（第1試合）

- スティーブン・トンプソン → ベン・ヘンダーソン（第10試合）

- マット・ブラウン vs. タレック・サフィジーヌ → サフィジーヌの負傷により中止

- チアゴ・タバレス vs. ニック・レンツ → タバレスの負傷により中止

- ニック・レンツ vs. レヴァン・マカシュヴィリ → レンツの疾病により中止